# Rakitnica
Rakitnica je řeka, tvořící kaňon v Bosně sevřený mezi pohoří Bjelašnica a Visočica. Řeka, která jej vyhloubila do vápenců a dolomitů, ústí do Neretvy. Kaňon je jeden z nejhlubších a nejstrmějších v Evropě, místy dosahuje až 1000 metrů hloubky a je natolik úzký, že v některých místech není možné vytvořit letecký snímek jeho dna. Kaňon je dlouhý 25 kilometrů a na této vzdálenosti řeka klesá o 800 metrů. Na severní hraně kaňonu v pohoří Bjelašnica se zachoval unikátní folklor v několika vesnicích. Nejlépe je to vidět ve vsi Lukomir. Po severní hraně kaňonu kdysi vedla turistická stezka, dnes je však z části zaminována a je průchozí jen ve střední části od Lukomiru do vypálené vsi Blace. Z těchto vesnic vede polní cesta do dalších přístupnějších oblastí.

## Sportovní aktivity
Průchod kaňonem je neobyčejně náročnou akcí, která byla poprvé uskutečněna až v roce 1956. Další průchod proběhl pravděpodobně až v 90. letech 20. století po skončení války v Bosně. Akci je nutné rozvrhnout do dvou až tří dní. Je nutné počítat s plaváním v peřejích, skoky z vodopádů a transportem výbavy. Obrovským nebezpečím v kaňonu je neznalost předpovědi počasí, voda může místně stoupnout až o 20 metrů. Poslední část kaňonu se nazývá Džehennem, což znamená "peklo". Název je dost výstižný, plavat je třeba nohama napřed, šířka kaňonu mnohde nedosahuje ani šířky ramen a voda je místy 6 metrů hluboká.
První a zároveň pravděpodobně i poslední sjezd kaňonu na kánoích byl uskutečněn slovinskou posádkou v roce 1988. Během jarního tání řeka dosahuje nejvyššího stupně vodácké obtížnosti WW6. Slovinští vodáci rozlámali 3 z 5 lodí a museli překonávat sifony, jeskyně, kládové zátarasy, skály a vodopády. Další sjezd pravděpodobně uskutečněn nebyl.